# 入江泰浩
入江 泰浩（いりえ やすひろ、1971年3月30日 - ）は日本の男性アニメーション監督、アニメーター、キャラクターデザイナー、アニメーション演出家。日本アニメーター・演出協会（JAniCA）代表理事。Studio 3Hz所属。

## 来歴
様々な作品で作画監督、原画を経験し2004年に『KURAU Phantom Memory』でテレビシリーズ初監督を務める。
2016年7月27日より、日本アニメーター・演出協会（JAniCA）代表理事に就任。
2019年以降はStudio 3Hzに席を置き、監督業の他に新人育成にも努めている。

## 人物
現状のブラック労働というイメージが独り歩きしているアニメ業界について、まず取り組むべきことは「新人アニメーターの収入を上げ、アニメーターを志す新人が安心して自分の技術を覚える、安心して暮らせる。そんな生活を実現させることだ」と入江は強調する。
また、アニメ業界が10年、20年と続けていくためには必要な方策として、入江は「アニメーターは自らの技術を少しずつでも向上させる。そうすれば良い仕事を取りやすくなる。制作会社は、製作委員会に掛け合うなり、自らで資金調達を行う方法を考える時期になっている。そのためには強い発信力と行動力も必要。製作委員会に関して言えば、制作会社への予算を上げる時代になっていると考えて頂きたい。そうやって、それぞれが変わっていく必要がある。そして国には、これからもクールジャパンの柱にアニメーションを置くのであれば、国にしかできない事を行ってもらいたい」と語る。

## 作品リスト

### テレビアニメ
- それいけ!アンパンマン (動画)
- 魔神英雄伝ワタル2 (動画)
- らんま1/2 熱闘編（原画）
- 太陽の勇者ファイバード（原画）
- ヤダモン（原画）
- ママは小学4年生（原画）
- 元気爆発ガンバルガー（原画）
- 熱血最強ゴウザウラー（原画）
- 天空のエスカフローネ（作画監督、作監協力、原画）
- 機動武闘伝Gガンダム（原画）
- 少女革命ウテナ（原画）
- カウボーイビバップ（原画）
- 爆走兄弟レッツ&ゴー!! MAX（原画）
- 宇宙海賊ミトの大冒険（原画）
- 魔術士オーフェン Revenge（原画）
- 闇の末裔（OP原画）
- ラーゼフォン（演出、作画監督、原画）
- 鋼の錬金術師（OP作画監督）
- ガンパレード・マーチ 〜新たなる行軍歌〜（キャラクターデザイン、キャラ作画監督、絵コンテ、演出、原画）
- KURAU Phantom Memory（監督、脚本、絵コンテ、演出）
- ガイキング LEGEND OF DAIKU-MARYU（原画）
- ソウルイーター（OP絵コンテ・演出・原画）
- 乃木坂春香の秘密（絵コンテ、演出、作画監督、原画）
- 鋼の錬金術師 FULLMETAL ALCHEMIST（監督、絵コンテ、演出、原画）
- 花咲くいろは（絵コンテ）
- NO.6（原画）
- CØDE:BREAKER（監督、シリーズ構成、脚本、絵コンテ、OP絵コンテ、OP演出）
- ステラ女学院高等科C3部（絵コンテ）
- プラスティック・メモリーズ（絵コンテ、原画）
- Classroom☆Crisis（ED絵コンテ）
- ご注文はうさぎですか??（絵コンテ、演出、レイアウト作画監督、原画）
- ノルン+ノネット（絵コンテ）
- くまみこ（絵コンテ）
- 灼熱の卓球娘（監督、絵コンテ、演出、原画）
- Fate/Apocrypha（絵コンテ）
- 活撃 刀剣乱舞（絵コンテ）
- プリンセス・プリンシパル（絵コンテ）
- ダーリン・イン・ザ・フランキス（絵コンテ）
- ソードアート・オンライン オルタナティブ ガンゲイル・オンライン（絵コンテ）
- 天狼 Sirius the Jaeger（絵コンテ）
- 盾の勇者の成り上がり（絵コンテ）
- ヒーラー・ガール（監督）
- 【推しの子】（2023年 - 2024年、絵コンテ・演出[3][4]）
- クレバテス-魔獣の王と赤子と屍の勇者-（絵コンテ）

### 劇場アニメ
- ダークサイド・ブルース（原画）
- スプリガン（原画）
- ESCAFLOWNE（原図監督）
- デジモンアドベンチャー ぼくらのウォーゲーム!（原画）
- カウボーイビバップ 天国の扉（絵コンテ協力）
- 劇場版 鋼の錬金術師 シャンバラを征く者（原画）
- 鉄コン筋クリート（原画）

### OVA
- モルダイバー（原画）
- ジャイアントロボ THE ANIMATION -地球が静止する日（原画）
- 妖世紀水滸伝 魔星降臨（原画）
- 超時空世紀オーガス02（原画）
- ファイアーエムブレム 紋章の謎（原画）
- ジョジョの奇妙な冒険 第3巻『ダービー・ザ・ギャンブラー』（原画）
- マクロスプラス 第3話（原画）
- 装甲騎兵ボトムズ 赫奕たる異端（原画）
- 機動戦士ガンダム 第08MS小隊（原画）
- エイリアン9（監督 Vol.2〜Vol.4、キャラクターデザイン、作画監督）

### Webアニメ
- エデン（監督）

### ゲーム
- エクソダスギルティー（原画）
- ノエル3（作画監督）